# Jean-Baptiste Anouilh
Jean-Baptiste Anouilh, C.M. (chinês: 董若翰) (1819–1869) foi um prelado católico romano que serviu como o primeiro Vigário Apostólico do Sudoeste de Chi-Li (1858–1869), Vigário Apostólico Coadjutor de Pequim (1848–1858), e Bispo titular de Abydus (1848–1858).

## Biografia
Jean-Baptiste Anouilh nasceu em Prat-Bonrepaux, França e foi ordenado sacerdote na Congregação da Missão em outubro de 1847. Em 28 de março de 1848, ele foi nomeado durante o papado do Papa Pio IX como Bispo titular de Abydus e Vigário Apostólico Coadjutor de Pequim. Foi consagrado bispo em 22 de junho de 1851, por Joseph-Martial Mouly, bispo titular de Fussala. Em 14 de dezembro de 1858, ele foi nomeado durante o papado do Papa Pio IX como Vigário Apostólico do Sudoeste de Chi-Li. Bispo Anouilh serviu como Vigário Apostólico do Sudoeste de Chi-Li até sua morte em 18 de fevereiro de 1869.